# Mozambique ved sommer-OL 2024
Mozambique deltog i sommer-OL 2024 i Paris, Frankrig, fra den 26. juli til den 11. august 2024.
De vandt ingen medaljer.

## Konkurrenter
Følgende er en liste over antallet af deltagere i legene.
| Sport     | Mænd | Kvinder | Total |
| --------- | ---- | ------- | ----- |
| Atletik   | 1    | 0       | 1     |
| Boksning  | 1    | 1       | 2     |
| Judo      | 0    | 1       | 1     |
| Sejlsport | 0    | 1       | 1     |
| Svømning  | 1    | 1       | 2     |
| Total     | 3    | 4       | 7     |

## Medaljer
| 2024 Paris | Guld | Sølv | Bronze | Total |
| Mozambique | 0    | 0    | 0      | 0     |

### Medaljevinderne
| Mozambique under sommer-OL 2024 i Paris | Mozambique under sommer-OL 2024 i Paris | Mozambique under sommer-OL 2024 i Paris | Mozambique under sommer-OL 2024 i Paris | Mozambique under sommer-OL 2024 i Paris |
| Medalje                                 | Navn                                    | Sport                                   | Event                                   | Dato                                    |
| --------------------------------------- | --------------------------------------- | --------------------------------------- | --------------------------------------- | --------------------------------------- |
| -                                       | -                                       | -                                       | -                                       | -                                       |